# シロエリトビ

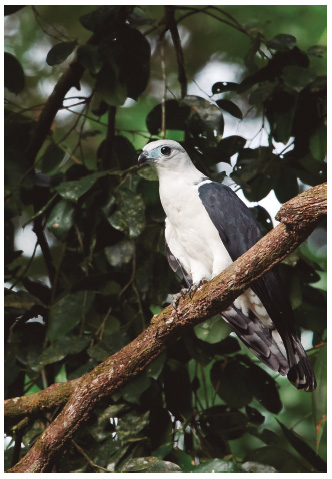

シロエリトビ(学名:Leptodon forbesi、英語: White-collared Kite)は、トビ類タカ目タカ科のハチクマ亜科(Perninae)に属する鳥である。英名「Kite」には凧という意味もある。ブラジル北東部のペルナンブーコ州を中心とした地域だけに生息している。先端に黒地に白の縞模様が入った翼を羽ばたかせる。現在、個体数は約250羽と推測され、ごく将来に野性での絶滅の危険性が極めて高いとされている。
- ENDANGERED (IUCN Red List Ver. 3.1 (2001))